# Винетка
Винетката (официално винетна такса) е вид пътна такса за придвижване по пътна мрежа на определена държава.
Тя е еквивалент на пунктовете за пътна такса. Винетки се използват в Централна и Източна Европа. Те се продават в бензиностанции, на ГКПП-та и онлайн. На магистралите често има видеонаблюдение с камери за коли без винетка на предния прозорец. Камерите се контролират от районната пътна полиция. Винетки се използват в Австрия, България, Чехия, Унгария, Молдова, Румъния, Словакия, Словения и Швейцария. В повечето от тези страни малките цветни таксувани стикери се залепват на предното стъкло на превозното средство, но в България, Унгария и Румъния винетките са електронни и физически винетки вече не се използват. В Молдова и Румъния винетки са необходими за използването на всеки път, така и в България са необходими за използването на всеки път извън застроените райони. В останалите страни са необходими винетки само за използването на магистралите. За 2016 г. цената на годишната винетка в Румъния за лека кола струва €28 или около 54,7лв.
Цените за годишна винетка за леки автомобили варират от €30 до €150, в зависимост от държавата. Във всички страни, с изключение на Швейцария се продават винетки за краткотрайно посещение или транзитно преминаващи превозни средства, но в Швейцария чуждестранните автомобилисти, за да използват магистралите трябва да си купят годишна винетка. Винетки обикновено могат да бъдат получени на граничните пунктове, бензиностанциите и в други търговски обекти. Обикновено неправилно използваните или изгубени винетки не се възстановяват.
Винетките обикновено са конструирани по такъв начин, че откачането им е невъзможно без разрушаването им, като така се гарантира, че те не могат да се използват за повече от едно превозно средство. Пътния трафик често се наблюдава от крайпътни камери и винетките се проверяват от държавни служители при охрана на границите и от държавната полиция. Големи парични глоби се таксуват на пътниците, използващи обществени пътища без валидна и правилно поставена винетка. Допълнителни такси обикновено се събират за преминаване през някои тунели на магистрали и мостове.
Евровинетката е пътна такса за товарни автомобили от минимум 12 метрични тона. Системата беше приета през 1999 г. и се използва в Белгия, Дания, Люксембург, Холандия, Швеция.

## Електронна винетка в България
На 15 януари 2018 г. Агенция „Пътна инфраструктура“ (АПИ) подписва договор с австрийската компания „Капш телематик технолоджис България“ за изграждане на електронна тол система в България, което въвежда и електронна винетка.
От 1 януари 2019 г. в България официално се въвеждат електронни винетки, с които са длъжни да се движат всички моторни превозни средства от всички категории, като винетната система се поддържа отново от АПИ. Всички шофьори трябва да закупят електронна винетка от официалния сайт на „Национално тол управление“ за продажба на винетки или от официалните партньори на АПИ: Vinetki.bg, ePay.bg и мобилния оператор А1. Освен по Интернет това може да стане в областните пътни управления, в около 250 ПОС терминала за самотаксуване и на граничните контролно-пропускателни пунктове, на касите на А1, в пощенските клонове, в офисите на Easy Pay и в бензиностанциите на ОМВ и Лукойл.
В седмиците след официалното влизане в сила на електронните винетки на 1 януари 2019 г., в Интернет започват да се появяват нелицензирани сайтове, някои с откровена цел за измама на потребителите. Поради това от АПИ препоръчват закупуването на е-Винетка от лицензиран продавач, който е споменат като партньор на агенцията.